# Jos South
Jos South es una localidad del estado de Plateau, en Nigeria, con una población estimada en marzo de 2016 de 407 900 habitantes.
Se encuentra ubicada en el centro-este del país, cerca de la orilla del río Benue, el principal afluente del río Níger.